# 魏超仁
魏超仁（1952年10月16日—），原缅甸果敢地区领导人之一，曾任缅甸民族民主同盟军副总司令、总参谋长。

## 生平
魏超仁於1952年10月16日出生在果敢木瓜寨:497-498，祖籍江西。1968年加入缅甸共产党領導的緬甸人民軍，早年历任缅甸共产党东北军区第八旅作战参谋、作战处副处长，第48师作战处长，第一旅副旅长、旅长等职。1989年彭家声等在果敢发动兵变，脱离缅共成立缅甸民族民主同盟军，他擔任同盟军第893师副师长兼勐古县县长，駐防勐古地區后任第893师师长。1993年楊茂良主政後，任同盟军总参谋长:497-498。3月8日，楊茂良成立第一特區軍事委員會，楊茂良、白所成、王國政、岩恩（李德華）、蔣忠明、楊茂安、魏超仁擔任常委:295-296。1995年8月，勐古縣縣長孟薩拉聯合原893師師長李尼門、原511營副營長趙臘、原勐古副區長洪老四等人發動叛亂，成立勐古保衛軍，逮捕魏超仁及李朝華二人，將他們及其率領的同盟軍全部繳械驅逐出境。楊茂良派兵鎮壓。因戰局膠著，9月初，副司令白所成、蔣忠明及總參謀長魏超仁率領同盟軍總部警衛營渡過薩爾溫江增援，佔領勐洪:451-453。其間彭家聲試圖奪回果敢統治權，楊茂良向緬甸政府求救，緬甸政府軍趁機佔據果敢軍事要地。這引起同盟軍內部對楊茂良的不滿，發生嘩變，轉而支持彭家聲，魏超仁亦率部轉投彭家聲。彭家聲重返果敢後，魏超仁於2000年5月提任特區管理委員會委員、同盟軍副司令。後歷任掸邦第一特区公安局長、治安局長、禁毒委員會副主任、招商局長等職:497-498。
在2009年果敢事件期間，緬甸政府以彭家擁有非法武器加工製造厰為由，對彭家聲、彭家富、彭德仁、彭德禮四人發出拘捕令。8月24日，白所成、魏超仁、劉國璽、明學昌等人發動兵變奪權，宣佈同緬甸政府合作並放棄抵抗:453-456。25日，撣邦第一特區臨時管理委員會成立，以白所成為主席，張德文、李忠祥、楊忠衛、劉國璽為副主席，魏超仁、魏懷仁（魏三）、王國政、字三、楊子軍、明學昌為委員:313-314。彭家聲、彭家富、彭德禮等人則流亡佤邦避難:453-456。11月22日臨管會改組時增設常務委員會，由白所成、李忠祥、魏超仁、張德文、劉國璽為常委，撤銷楊子軍委員資格，其餘委員留任，新任命魏超仁為副主席，另增補李國忠、楊小建、劉正祥為委員。魏超仁分管治安與司法工作:313-314。
2010年11月7日當選掸邦议会议员:497-498。2011年3月30日，果敢自治区成立，白所成、明學昌、覺色亞（緬甸聯邦軍代表）、魏超仁、耶通溫（緬甸聯邦軍代表）、阿卡令（緬甸聯邦軍代表）、趙德強、劉正祥、金岩果（崩龍族代表）、昂紀登（緬族代表）十人宣誓就任果敢自治區領導委員會委員職務:315-316。

## 家庭
2009年八八事件后，果敢形成了以白所成、魏超仁、刘国玺、刘阿宝为首的四大家族。魏家的势力范围主要为金象城。魏超仁之弟魏三，本名魏怀仁，擔任果敢自治区常委兼果敢地區1006邊防營監察委員會主席，并在老街经营新锦江赌场。魏怀仁的次子魏青松（又名杨松）擔任果敢地區1006邊防營監察委員會委員。魏超仁之女魏榕（又名陈榕）任老街区委、缅北亨利集团（Hanley Group）董事长。2023年12月10日，魏三（魏怀仁）、魏青松、魏榕三人被中國泉州市公安局通緝。
魏超仁的次子魏清涛于2023年10月與劉正琦等11名果敢商人在中國境內被捕，疑涉电信诈骗。11月12日，魏清濤與劉正琦、畢會軍共同錄製懺悔視頻，要求家人儘快釋放電詐園區內的中國人。
2024年1月4日，魏怀仁被緬甸民族民主同盟軍抓獲，并在1月30日移交中国公安；魏青松、魏榕姐弟仍在逃。